# Lepturgotrichona bordoni
Lepturgotrichona bordoni är en skalbaggsart som beskrevs av Monné och Martins 1976. Lepturgotrichona bordoni ingår i släktet Lepturgotrichona och familjen långhorningar.
Artens utbredningsområde är Venezuela. Inga underarter finns listade i Catalogue of Life.